# Bazus
 Bazus  là một xã thuộc tỉnh Haute-Garonne trong vùng Occitanie ở tây nam nước Pháp. Xã nằm ở khu vực có độ cao trung bình 165 mét trên mực nước biển.

## Di tích

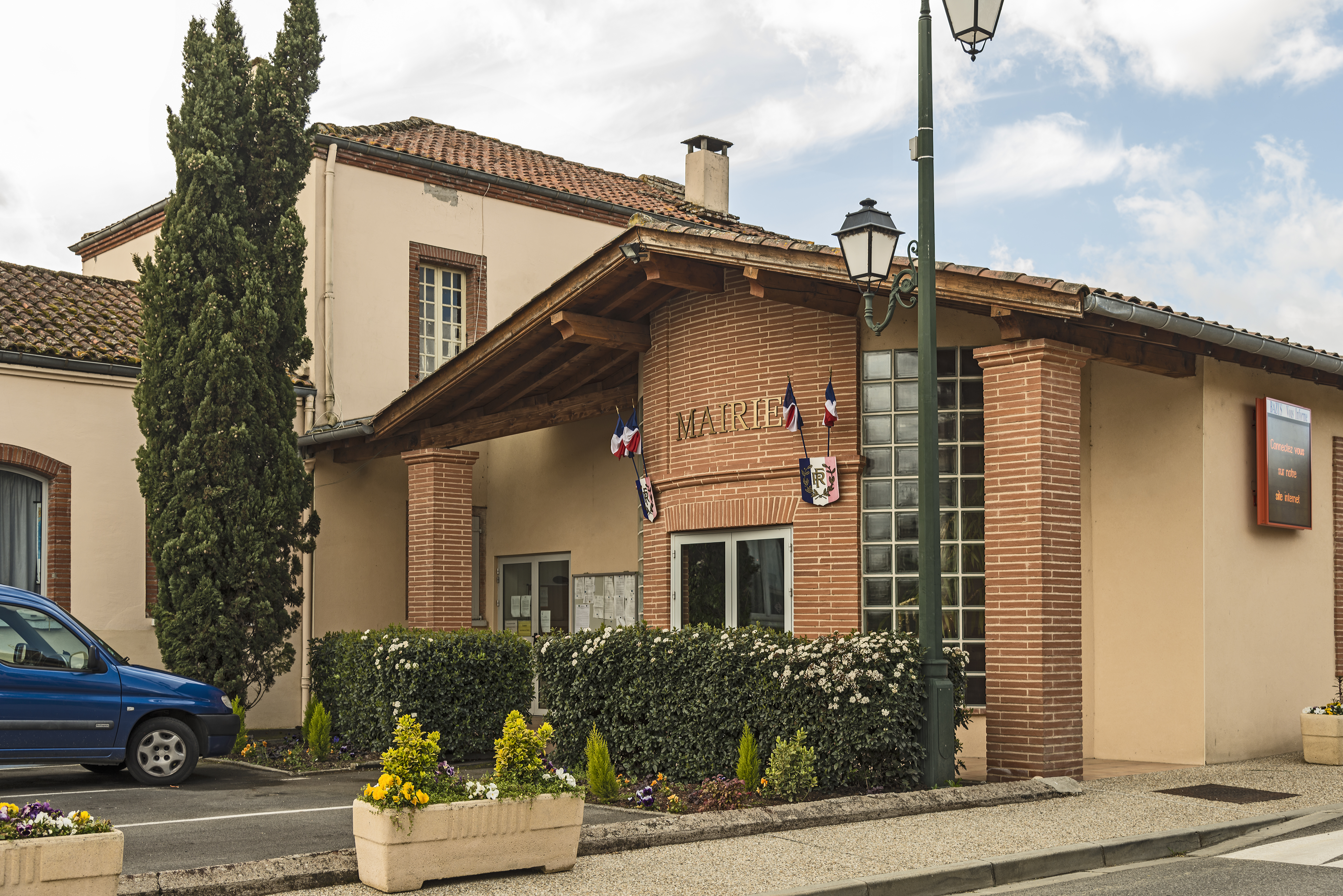
Tòa thị chính;
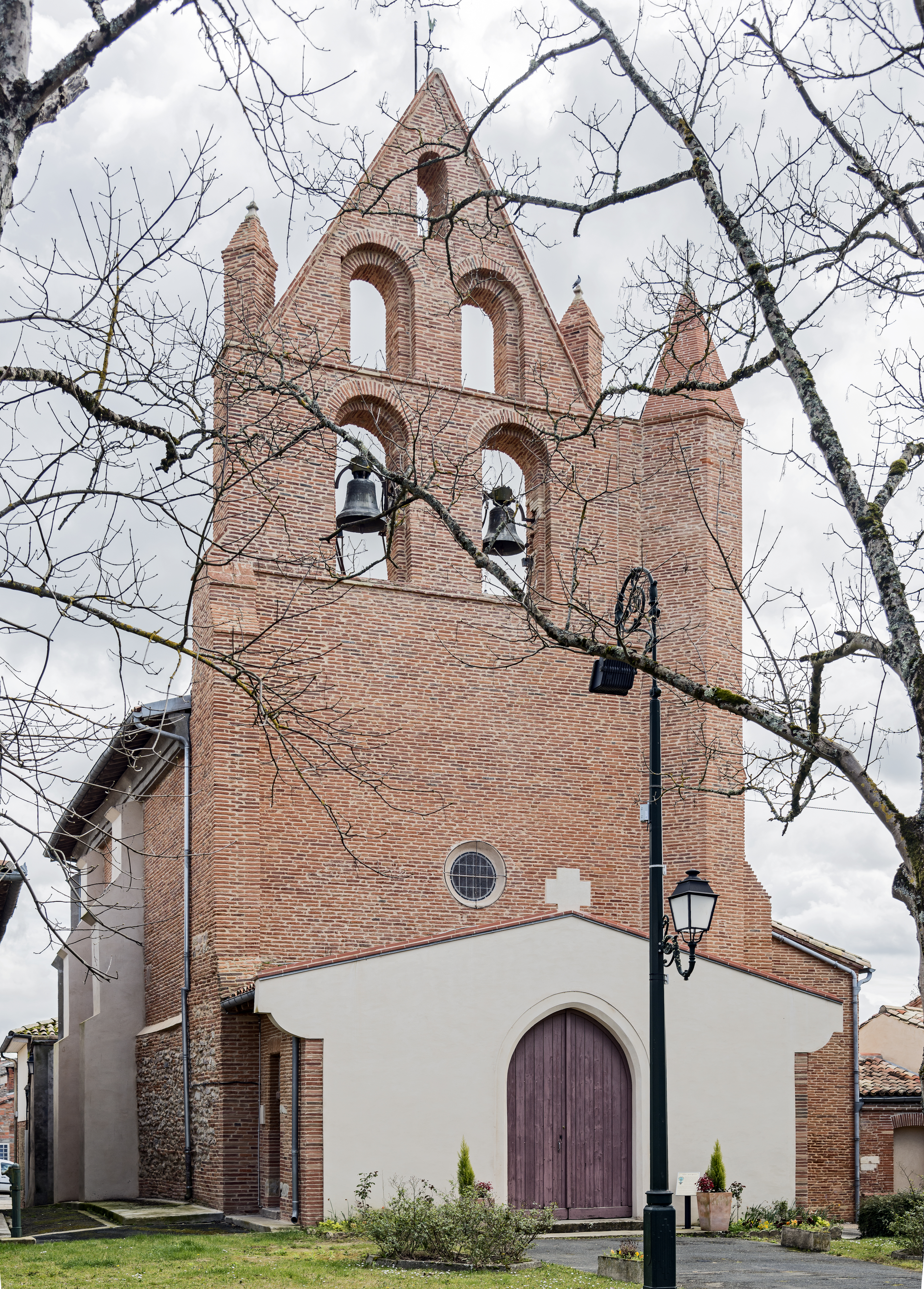
Nhà thờ;
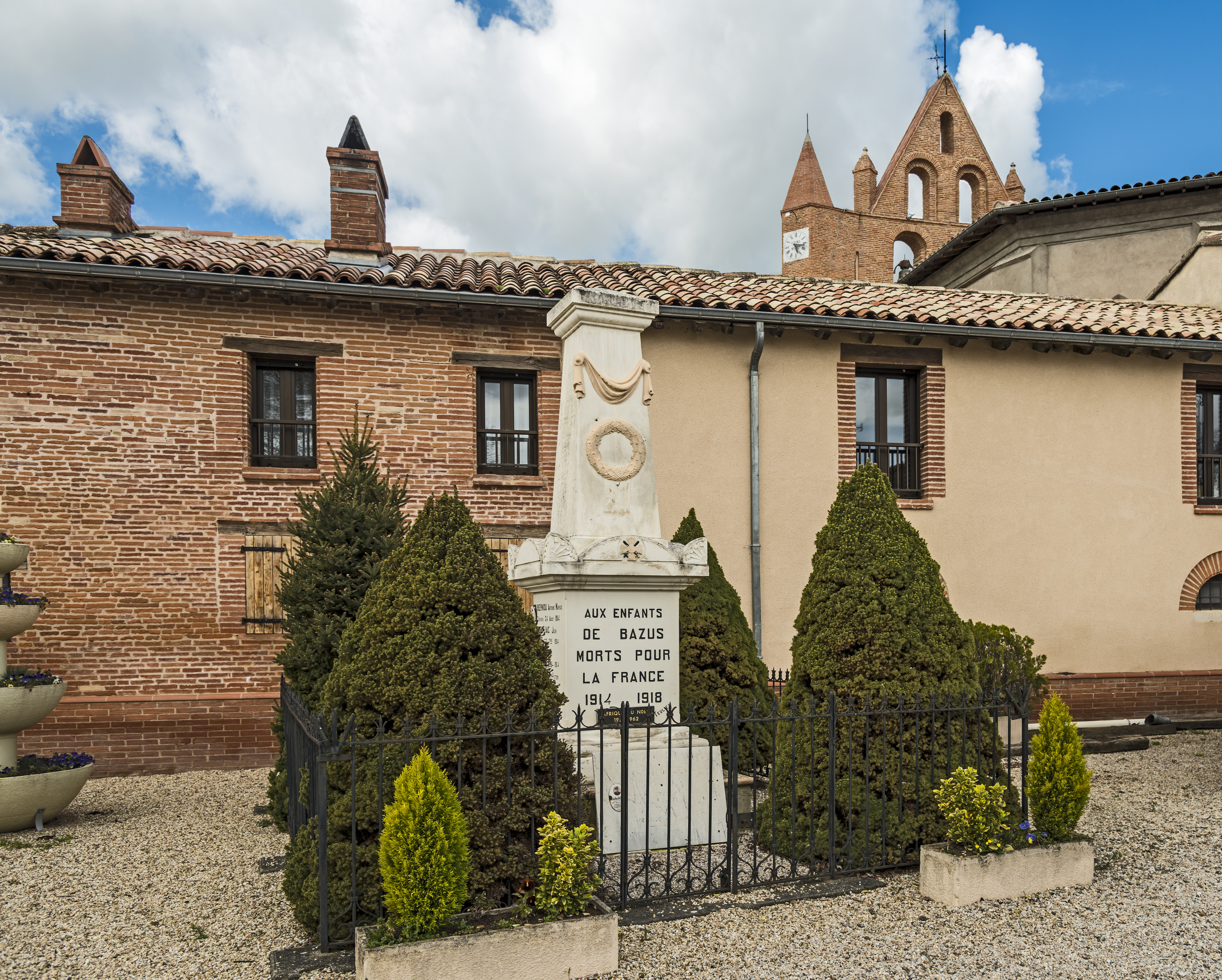
Đài tưởng niệm chiến tranh;
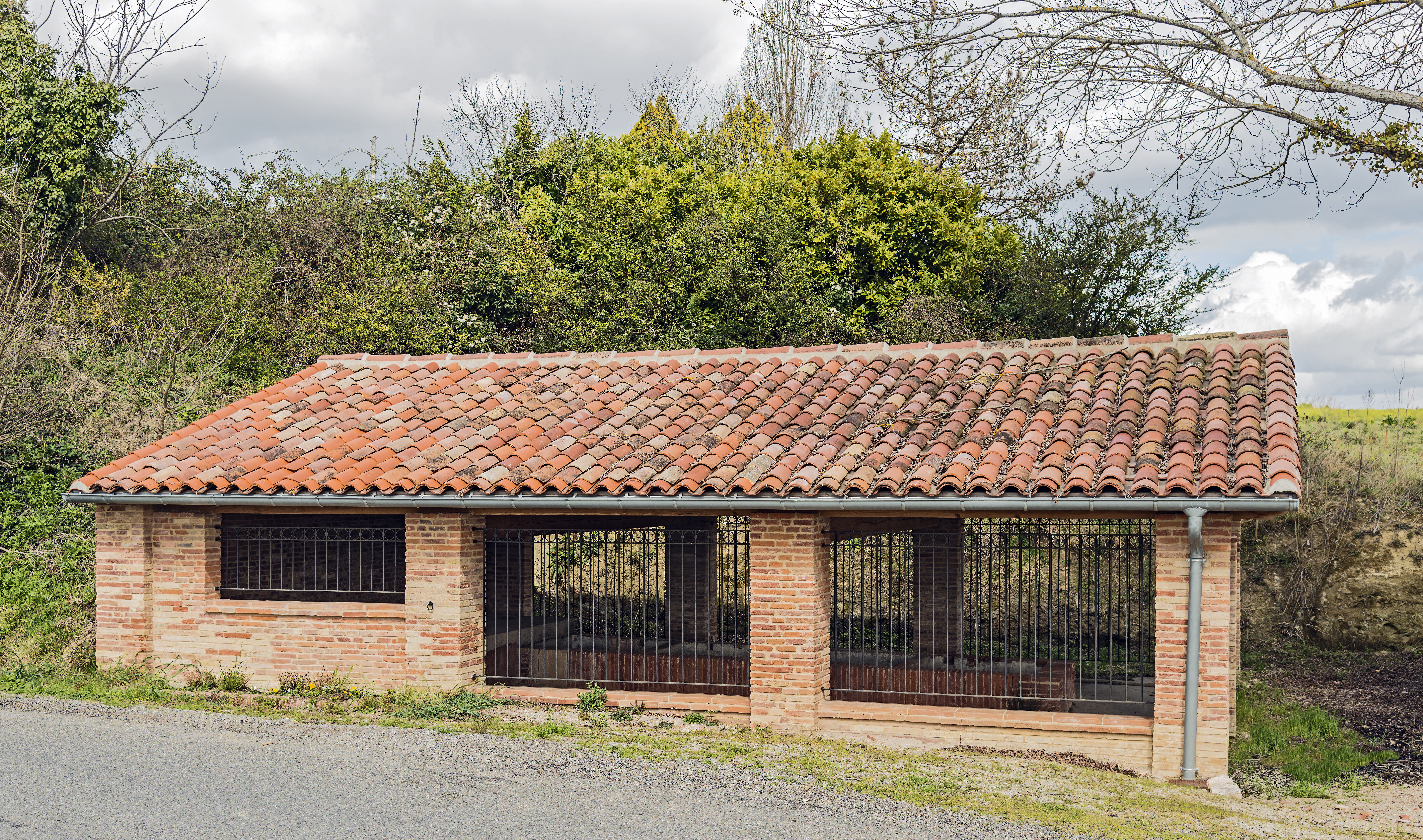
giặt quần áo